# Раджнагар (упазіла)
Раджнага́р (бенг. রাজনগর, англ. Rajnagar) — одна з 6 упазіл зіли Маулвібазар регіону Сілхет Бангладеш, розташована на півночі зіли.
Населення — 193 303 особи (2008; 174 280 в 1991).

## Адміністративний поділ
До складу упазіли входять 8 вардів:
| Зіла        | Площа, км² | Населення, осіб (2008) |
| ----------- | ---------- | ---------------------- |
| Камар-Чак   | -          | 21450                  |
| Мансурнагар | -          | 22332                  |
| Мунші-Базар | -          | 26843                  |
| Панчгаон    | -          | 19417                  |
| Раджнагар   | -          | 24017                  |
| Тенгра      | -          | 23778                  |
| Уттарбхаг   | -          | 30755                  |
| Фатехпур    | -          | 24711                  |